# Franz von Spee

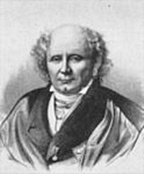
Franz von Spee (Lithographie, 1835)

Franz Ambrosius Josef Anton Adam Graf von Spee (* 28. August 1781:20 in Düsseldorf; † 14. Mai 1839:20 in Lohausen) war 1837/1838 und im Jahr 1839 auftragsweise Landrat des Landkreises Düsseldorf:290, Besitzer zahlreicher Rittergüter, darunter das von ihm bewohnte Schloss Heltorf, Königlich bayerischer Kammerherr.:20, Ritter des roten Adler-Ordens zweiter Klasse mit Stern und des Maltheser-Ordens.

## Abstammung
Als Mitglied der Familie von Spee gehörte Franz von Spee dem rheinischen Uradel an. Sein Vater war Carl-Wilhelm Franz-Xaver Reichsgraf von Spee (1758–1810), kurkölnisch bzw. kurpfälzer Geheimer Rat, Oberküchenmeister und Oberstallmeister, der 1779 zum Landtag aufschwor. 1780 hatte dieser Elise Auguste Freiin von Hompesch-Bollheim geheiratet.:20 Sie war die Tochter des bayerischen Finanzministers Franz Karl Joseph Anton von Hompesch zu Bolheim und die Enkelin des kurpfälzischen Freiherrn Ludwig Anton von Hacke.

## Leben und Werdegang
Von Spee studierte von 1800 bis 1804 an den Universitäten Düsseldorf und Göttingen Rechts- und Kameralwissenschaften. 1805 wurde er kurpfälzisch-baierischer Kämmerer und 1806 Mitglied des kurpfälzisch-baierischen geheimen Ratskollegium. In der Franzosenzeit war er 1807 Provinzialrat des Bezirks Düsseldorf und 1809 Mitglied des Munizipalrates Düsseldorf. Zwischen 1808 und 1814 war er Erbwildförster im Duisburger Wald. Von 1812 bis Dezember 1813 wirkte er als Nachfolger von Heinrich von Borcke als Präfekt im Rheindepartement. Nach dem Zusammenbruch der französischen Herrschaft war er von 1814 bis 1816 im Dienst der Alliierten Landesdirektion für den Kreis Düsseldorf und schied dann aus dem Staatsdienst aus. 1814 wurde er auch Direktor der bergischen Feuerversicherungsanstalt, die 1836 in der Provinzial Feuersocietät aufging. 1822 war er Mitglied der Kommission zur Beratung über die Einführung der Provinzialstände.
1827 bis 1837 war er Stadtrat in Düsseldorf. 1828 wurde per Erlass das Amt eines Kreisdeputierten eingeführt, dessen Aufgabe im Besonderen war, im Fall einer kürzeren Abwesenheit wegen Urlaubs, Erkrankung oder Dienstreisen oder bei Vakanzen als Folge von Wiederbesetzungen, die landrätlichen Dienstgeschäfte auftragsweise wahrzunehmen. Die Stände schlugen dabei dem Monarchen bis zu drei (mindestens zwei) Bewohner des Kreises vor, die zugleich wahlfähige Rittergutsbesitzer sein mussten.:137:200 f. In dieser Funktion als Kreisdeputierter wurde Franz Graf von Spee nach dem Ausscheiden des Friedrich Freiherr von Laßberg und unterbrochen durch Anton von Lorch zweimal mit der Verwaltung des Kreises Düsseldorf beauftragt: vom 1. Dezember 1837 bis Juni 1838 und vom 1. Januar bis zur Amtseinführung des neuen Landrats Emmerich Freiherr Raitz von Frentz am 6. März 1839.:290 Dem Provinziallandtag der Rheinprovinz gehörte Spee von 1826 bis 1837 an, ab 1833 als Vize-Landtagsmarschall. 1847 war er Mitglied im Ersten und 1848 im Zeiten Vereinigten Landtag. 1816 erhielt er den Roten Adlerorden 2. Klasse und 1835 den Stern dazu. 1832 war er Gründungsmitglied des Vereins zur wechselseitigen Versicherung gegen die Folgen der Cholera, 1838 Präsident des Verwaltungsrates des Düsseldorf-Elberfelder Eisenbahn-Gesellschaft und von 1826 bis 1839 Präsident der Rheinisch-Westfälischen Gefängnisgesellschaft.

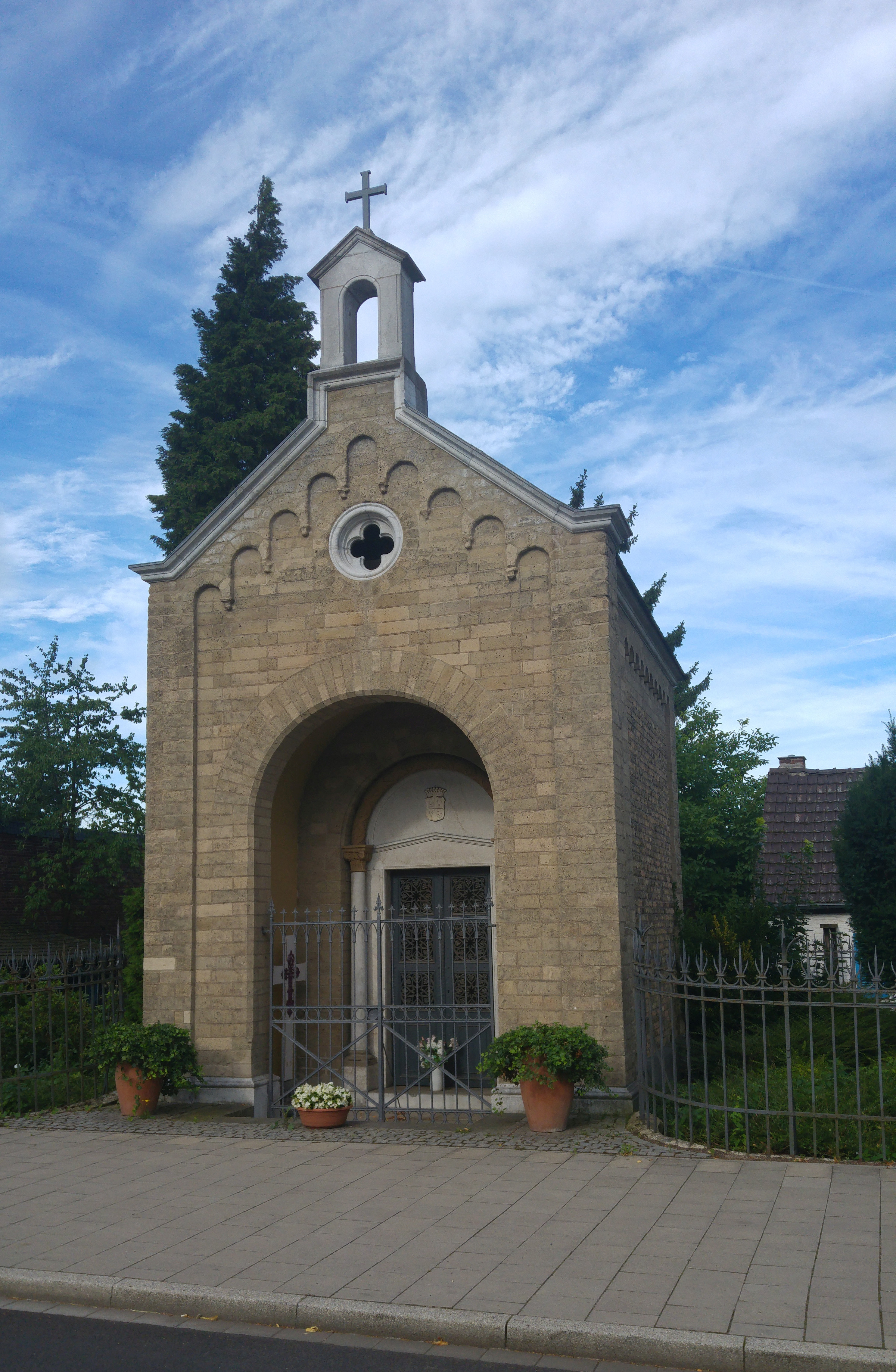
Gedächtniskapelle von Spee, Düsseldorf-Lohausen

Spee starb plötzlich, an einem Schlaganfall. Sein Sohn ließ nach seinem Tod in Lohausen 1842 eine Gedächtniskapelle errichten, die von Rudolf Wiegmann entworfen wurde.

## Familie
Der Katholik Franz von Spee heiratete am 14. Mai 1808 Sophia Maria Franziska von Merveldt (* 18. März 1786 in Münster; † 25. November 1848 auf Haus Westheim), eine Tochter des Grafen August Ferdinand von Merfeldt und dessen Ehefrau Therese Gräfin von Pergen.:20 Unter ihren acht Kindern (drei Töchter und fünf Söhne) befanden sich die später ebenfalls zeitweilig als Landräte im Kreis Düsseldorf fungierenden August Graf von Spee und Wilderich Graf von Spee und der promovierte Theologe, Aachener Domkapitular und päpstliche Geheim-Kämmerer Leopold Graf von Spee. Maximilian Graf von Spee war über seinen Vater Rudolf August Josef Hubert Graf von Spee ein Enkel. Weitere waren der Borkener Landrat Stephan Graf von Spee, der Anatom und Embryologe Ferdinand von Spee und der Generalmajor Heribert Oktavian von Spee.:22 f.